# Георги Минчев (филолог)
Вижте пояснителната страница за други личности с името Георги Минчев.
Георги Минчев е фолклорист и старобългарист. Професор, ръководител на катедрата по славянска филология на Лодзкия университет (от 2012).

## Биография
Роден е на 21 октомври 1955 г. в София. Завършва полска филология в Софийския държавен университет (1973 – 1978). Секретар на редакцията на научното списание „Palaeobulgarica“ (1978 – 1979). Докторант и асистент по славянски литератури в Софийския университет (1981 – 1987). Асистент в Центъра за славяно-византийски проучвания „Иван Дуйчев“ към Софийския университет (1987 – 1990). Специализация в Папския институт в Рим (1990 – 1995). От 1995 г. е преподавател в Лодзкия университет.
През 1996 г. защитава докторска дисертация в Ягелонския университет. През 2004 г. се хабилитира. Извънреден професор в Лодзкия университет (2005). Ръководител на катедрата по палеославистика и фолклористика там (2007 – 2012). От 2012 до 2018 г. е ръководител на катедрата по славянска филология там.